# Nipponomyia novempunctata
Nipponomyia novempunctata är en tvåvingeart som först beskrevs av Senior-white 1922.  Nipponomyia novempunctata ingår i släktet Nipponomyia och familjen hårögonharkrankar. Inga underarter finns listade i Catalogue of Life.